# Friedrich Ehrenfeuchter
Friedrich August Eduard Ehrenfeuchter, född den 15 december 1814 i Schröck vid Karlsruhe, död den 20 mars 1878 i Göttingen, var en tysk teolog.
Ehrenfeuchter, som var teologie professor och överkonsistorialråd i Göttingen, utgav bland annat Theorie des christlichen Cultus (1840), Die praktische Theologie (1859), i vilket arbete missionens uppkomst och teori för första gången behandlades från rent vetenskaplig synpunkt, samt Christenthum und moderne Weltanschauung (1876). Han var synnerligen framstående som universitetslärare och därjämte en utmärkt predikant. Hans vetenskapliga ståndpunkt var den så kallade förmedlingsteologins.